# Клохан (хижина)

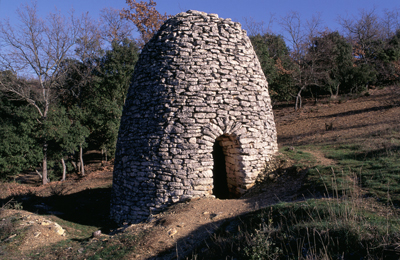
Клохан в Любероне

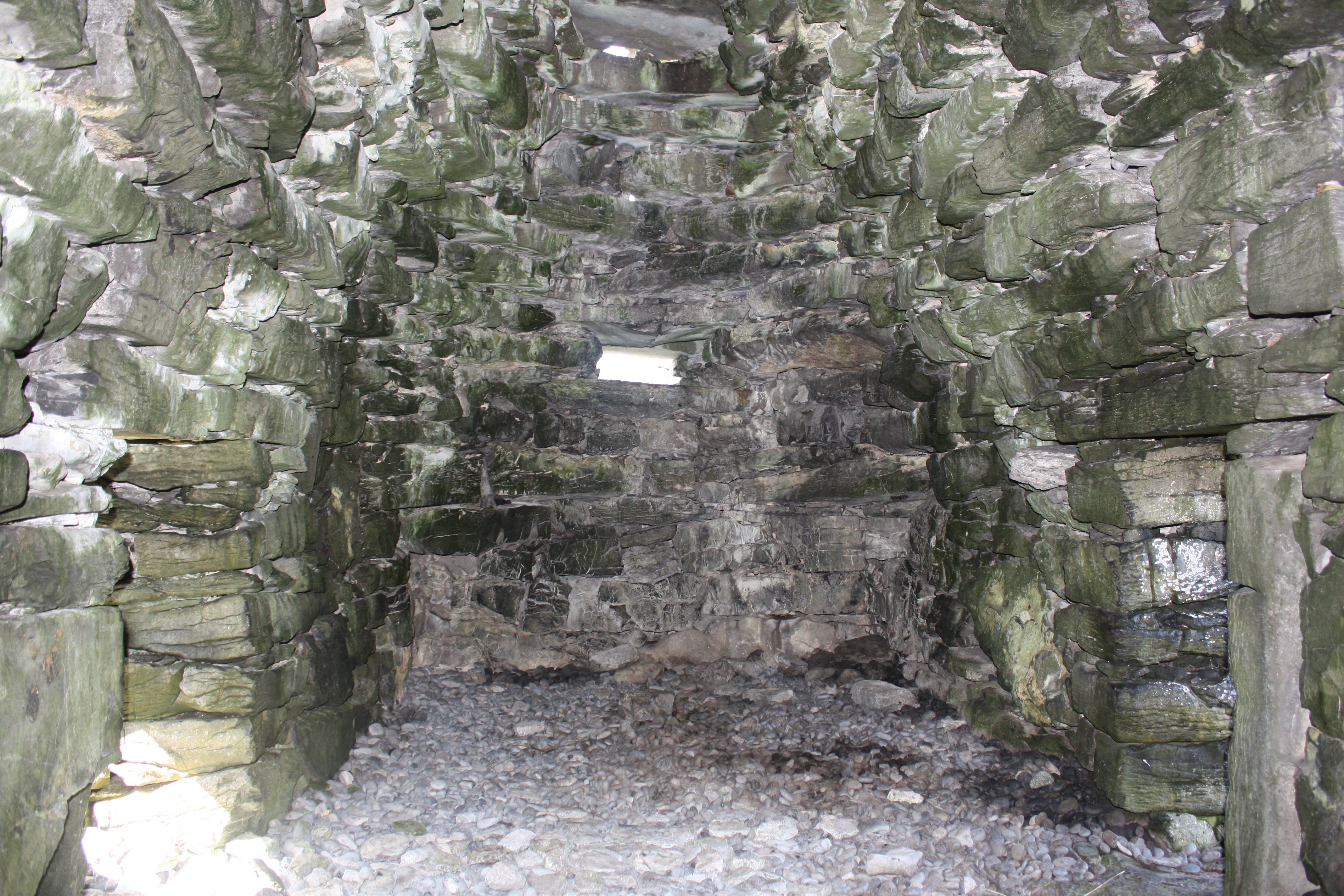
Внутренний вид клохана

Клохан (ирл. clochán — «ступеньки, мощёная дорожка», «старая каменная конструкция»), или «хижина-улей» — невысокая каменная хижина, возведённая методом сухой кладки с консольной сужающейся кверху крышей. Обычно ассоциируется с юго-западным ирландским побережьем. Точная дата строительства большинства из этих структур неизвестна с какой-либо степенью достоверности.

## Определение
В английском языке термин англ. beehive hut (буквально — «хижина-улей») относится к хижине в форме улья в виде цилиндрического конуса или сужающейся башни. Это чисто морфологическое обозначение, которое объясняет, почему материалами улья могут быть камни, растения или и то, и другое. Один английский путешественник, изучающий Южную Аравию в начале XX века, описал лагерь Башарри в «полдюжины ульевидных хижин (улей-шалашей) из ковриков, лежащих на закруглённых палках». Всё точно так же и сейчас: современный турист, посетивший Свазиленд в южной части Африки будет размещён в «хижине в форме улья из тщательно сплетённой травы из молодых стволов растений».

## История
По словам археолога Ллойда Лейнга, «не может быть никаких сомнений в том, что эти здания относятся к давно укоренившейся кельтской традиции, хотя в настоящее время нет прямых доказательств, что на сегодняшний день сохранились образцы до 700 года до н. э.». Некоторые связанные с религиозными объектами могут быть дороманскими; он считает наиболее нетронутыми на сегодняшний день структуры после XII века или позже.
Сложные каменные церкви со стенами из сухой кладки — такие как Оратория Галларус — были получены из клоханов. Датировка Оратория Галларус, первооткрывателя Чарльза Смита, была прослежена до XII века Питером Харбисоном, но местная традиция во времена Чарльза Смита видела только частную похоронную часовню некоего Гриффита Мора в XVII веке.
Клохан был описан в VII—VIII веках в законе Крита Габлаха (ирл. Críth Gablach) (см. Древнеирландское право).

## Архитектура и конструкции

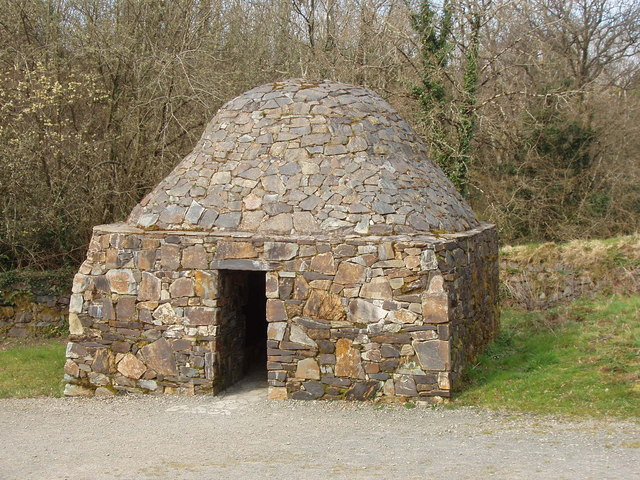
Реконструкция квадратной формы улья в Национальный парк ирландского наследия, графство Уэксфорд

Чаще всего «хижины-улья» круглые, но известны и прямоугольные в плане. Предполагается, что прямоугольные следы датируются более поздней эпохой. Некоторые клоханы не полностью построены из камня и, возможно, имели соломенную крышу. Их стены очень толстые, до 1,5 метров (4 фута 11 дюймов). Иногда несколько клоханов объединялись в один общими стенами.
«Хижины-улья» строились из камней без герметизирующего и связующего материала — такого как строительный раствор — в несколько параллельных слоёв, пока они не образовывали свод. Своды обычно выделяются как части групп, но иногда также образуют двойные или множественные структуры. В Вентри, на полуострове Дингл, в раннем Средневековье было построено около 400 клоханов. Редкий вариант постройки — Clochán na Carraige (ирл. Clochán na Carraige — «каменная хижина-скала») — стоит на острове Аран (Инишмор) и имеет два противоположных входа, действующих как проход. Снаружи он овальный, внутри — прямоугольный.

## Местонахождения

### Британские острова

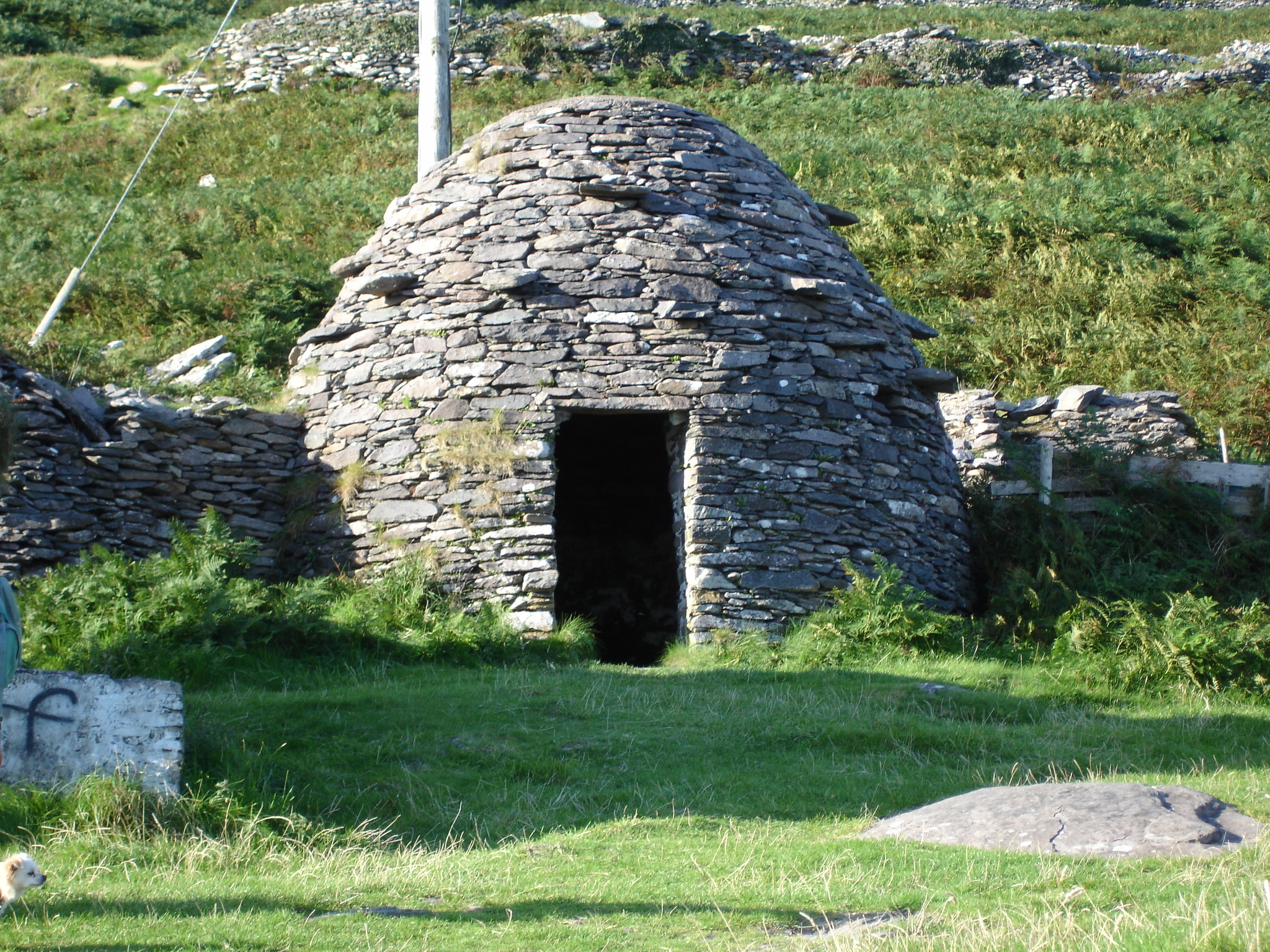
Клоханы на полуострове Дингл, графство Керри, Ирландия

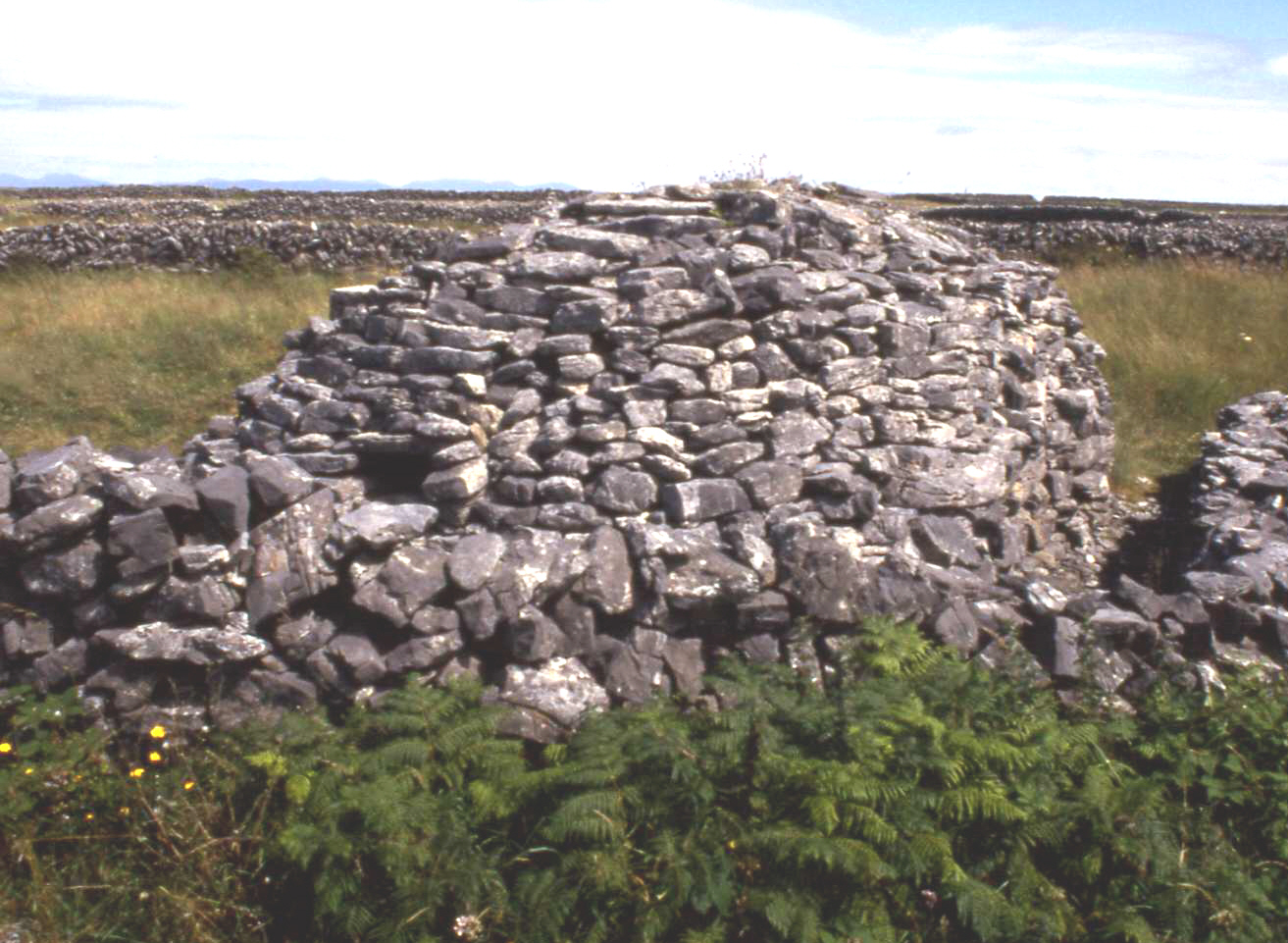
Доисторическая постройка Clochán na Carraige на островах Аран, Инишмор.

На Британских островах частично сохранившиеся хижины были построены в железный век и в раннехристианский период, некоторые — даже в наше время. Клоханы в основном встречаются на юго-западе Ирландии — например, на крошечном скалистом острове Скеллиг-Майкл к западу от полуострова Айверах, на Чёрч-Айленд у острова Бегиниш, в Гланфахане; особенно красивые экземпляры находятся в Кахер Конор в посёлке Фахан и Риске на побережье полуострова Дингл, недалеко от Вентри в графстве Керри. Многие встречаются в религиозных контекстах монахов, следующих за Святым Патриком; кроме того, его преемники продолжили архитектурную традицию на шотландском острове Айона и, в конечном итоге, через Эйдан на восточные английские острова Фарн и Святой остров. В кольцевых крепостях есть и другие (например, Ликанбуайль, графство Керри), которые обычно интерпретируются как светские жилища.
Некоторые из ранних образцов — такие как клоханы Скеллиг-Майкла — были частью ранних христианских монастырей. Строение Элита Святых принадлежало монастырю, вероятно, основанному путешественником Святым Брендандом. Другие экземпляры, что стоят в Вентри на полуострове Дингл, принадлежали к более старым постройкам. Большинство из этих хижин уже давно не используется. Некоторые использовались в качестве складских помещений и конюшен до XX века.
Последняя сохранившаяся хижина на островах Аран — это Clochán na Carraige. В графстве Слайго клохан находятся на острове Инишмюррей. В Слив-Лиге (англ. Slieve League — «Серая гора») на западном побережье графства Донегол находится самая северная «хижина-улей» в Ирландии.
К востоку от Лонферн в Шотландии находятся дома так называемых друидов. Другие интересные экземпляры находятся на острове Скай и небольшом острове «Элита Святых» на архипелаге Гарвеллах с двойной хижиной. В Корнуолле есть Боспорзенис — ещё один пример с другой стороны Ирландского моря; здесь хижина круглая и прямоугольная.

### Франция
Каменные хижины из сухой каменной кладки встречаются во многих районах юга и юго-запада Франции. Региональные конфессии различаются: бори или кауте в Провансе, капитель в Руссильоне, кабане в Перигоре, казель в Керси и другие.

### Каталония
В винных регионах Каталонии (Пла-де-Багес) по-прежнему существует ряд полевых каменных хижин — «бараков» (от англ. barracas) — в которых непосредственно перед и во время сбора винограда держится караул, чтобы выдворять непрошеных гостей (стаи птиц, кабанов или воров).

### Кастилия
В винодельческих районах Кастилии (например, Цигалес к северо-востоку от Вальядолида) по-прежнему стоят многочисленные полевые каменные хижины — чозо (от англ. chozos) — служившие укрытием с возможностью размещения незадолго до и во время сбора винограда и виноделия.

## В культуре
Части фильма 2017 года «Звёздные войны: Последние джедаи» были сняты с помощью «хижин-ульев» на острове Скеллиг-Майкл. Из-за ограничений, касающихся съёмок на острове, в 2016 году в Синн-Сибале (англ. Ceann Sibeal), недалеко от Беллиферритера, на полуострове Дингл был построен ряд «хижин-ульев».